# 2003年美国网球公开赛
2003年美国网球公开赛。

## 冠军
单打列出冠亚军以及决赛比分，双打列出冠军组合。

### 男子单打
主条目：2003年美国网球公开赛男子单打比賽
安迪·罗迪克（美国）6-3 7-6 6-3 胡安·卡洛斯·费雷罗（西班牙）

### 女子单打
主条目：2003年美国网球公开赛女子单打比賽
海宁-哈登（比利时）7-5 6-1 金·克莱斯特尔斯（比利时）

### 男子双打
主条目：2003年美国网球公开赛男子双打比賽
約納斯·比約克曼（瑞典）/托德·伍德布里奇（澳大利亚）

### 女子双打
主条目：2003年美国网球公开赛女子双打比賽
比希尼婭·魯阿諾·帕斯夸爾（西班牙）/保拉·苏亚雷斯（阿根廷）

### 混合双打
主条目：2003年美国网球公开赛混合双打比賽
卡塔琳娜·斯雷博特尼克（斯洛文尼亚）/鲍勃·布赖恩（美国）
| 前任： 2002年美國網球公開賽     | 美國網球公開賽 | 繼任： 2004年美國網球公開賽 |
| 前任： 2003年温布尔登網球錦標賽 | 網球大滿貫     | 繼任： 2004年澳洲網球公開賽 |